# سيمبليس فوتسالا
سيمبليس فوتسالا (مواليد 9 مايو 1989) هو ملاكم كاميروني، مثّل بلاده في الألعاب الأولمبية الصيفية 2016.

## روابط خارجية
سيمبليس فوتسالا على موقع بوكس ريك (الإنجليزية) (registration required)
- سيمبليس فوتسالا على موقع أوليمبيديا (الإنجليزية)